# Reino de Zacapu
El reino de Zacapu fue un reino chupícuaro que existió entre 1124 y 1285. Resistió el avance purépecha durante treinta años. Al final, con la derrota de la reina Quenomen, el reino se anexó al Imperio purépecha. 

## Historia
En 1124 el imperio chupícuaro es destruido por los purépechas y se fragmenta en cuatro estados: Zacapu, Janitzio, Chapala y Apatzingán. Janitzio, que ocupaba únicamente la isla homónima, era un estado muy débil y pagaba tributo al imperio mixteco (Tututepec). Chapala, por su parte, había orientado su expansión hacia el occidente. Como ninguno de los dos estados tenía fuerzas suficientes, fueron anexados al imperio Purépecha tras apenas dos años.
Zacapu logró resistir el avance con una alianza comercial. Sin embargo, cuando Ziranzirancámaro subió al trono se iniciaron las hostilidades. Zacapu fue incendiada por los purépechas, quienes destruyeron también las poblaciones de Acuitzio y Angamacutiro. Ziranzirancámaro murió en 1256 y su sucesor, Carómaco, entregó el país a los invasores. No obstante, Carómaco murió asesinado en 1277, siendo sucedido por su viuda, Quenomen. Esta huyó a Tututepec, donde armó un ejército para recuperar Zacapu. Tomó Apatzingán y Parácuaro, pero cuando se disponía a atacar la isla de Janitzio, una flecha purépecha atravesó su canoa y murió ahogada. Sin dirigente alguno, los zacapuitas entregaron su país a los invasores.